# 삼치속

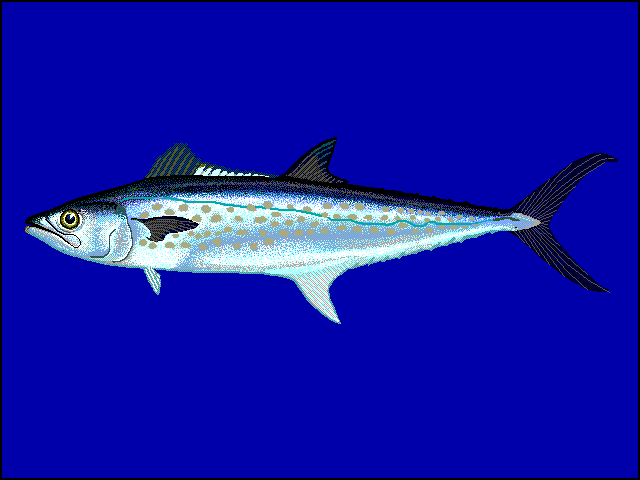

삼치속(Scomberomorus)은 삼치를 포함하고 있는 고등어과의 한 속이다.